# Lipkeidae
Famille
Les Lipkeidae sont une famille de stauroméduses.

## Liste des genres
Selon World Register of Marine Species (8 février 2019) :
- genre Lipkea Vogt, 1886